# Jet (astronomía)

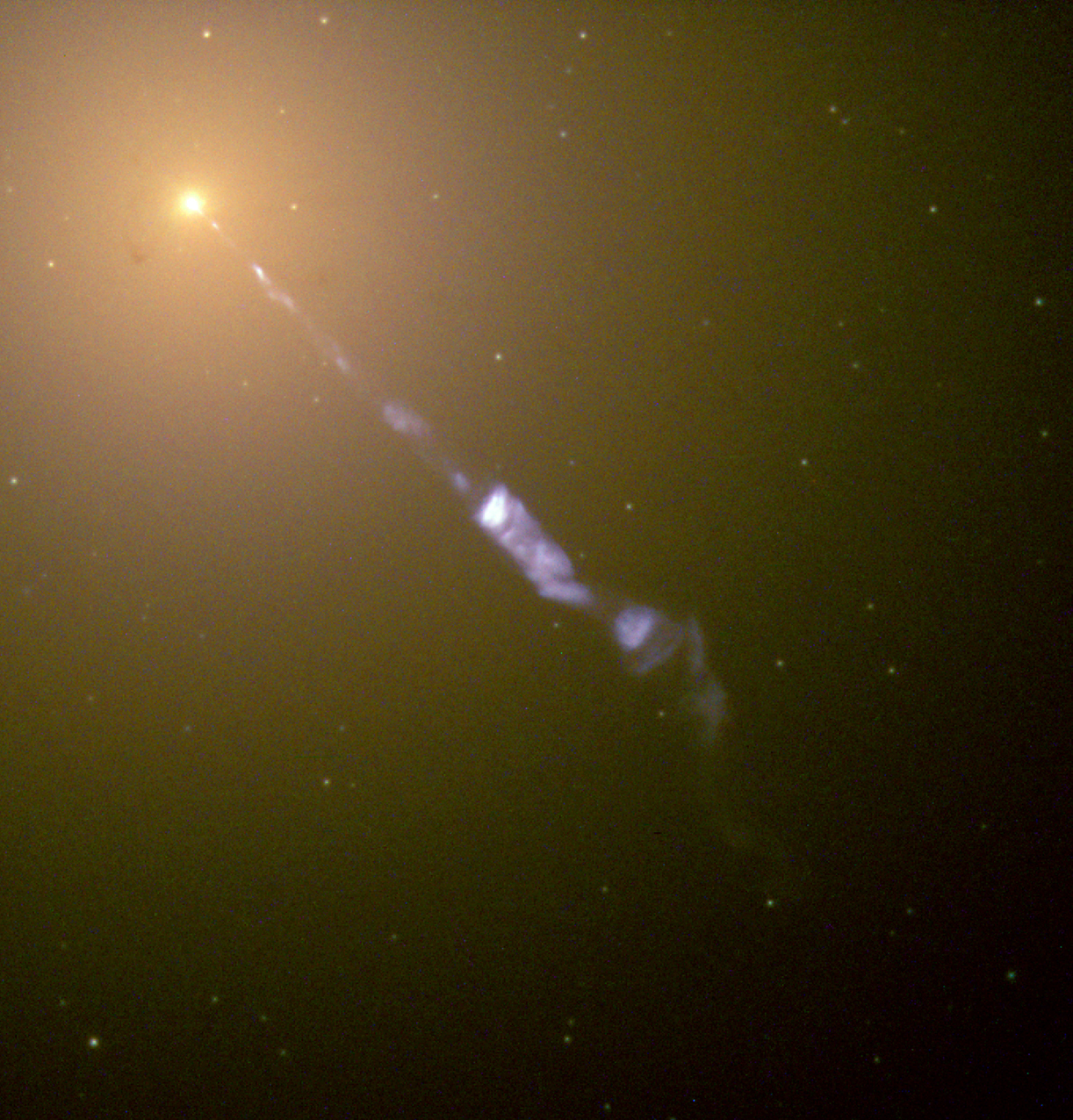
Jet emitido por la galaxia elíptica M87.

En astronomía, Jet (también llamado jet o chorro relativista) es un término usado en varios contextos para referirse a chorros de materia que se encuentran generalmente asociados a discos de acreción, tanto en formación estelar, donde el jet es formado por materia con exceso de momento angular que no es incorporado en la estrella que está formándose, como en agujeros negros.
En estos, el jet puede tener tal velocidad que desde la Tierra parece moverse a velocidad mayor que la de la luz. Algunos de estos agujeros con jets pueden ser muy masivos y encontrarse en el centro de galaxias activas  formando quásares o radiogalaxias muy energéticas.

Disco de acreción.

Las observaciones realizadas a los jets determinaron que, como desde hace mucho tiempo se sabía, son eléctricamente neutros a grandes escalas (mayores que la longitud de Debye), están formados de plasma, es decir el estado de la materia en que electrones y protones se encuentran por separado. Los jets también llevan mucha más energía de la que al principio se creía. Las medidas de rayos X alcanzaron su punto máximo en 10 000 electronvoltios. Se calcula que los jets alcanzan 99,9 % de la velocidad de la luz  y pueden llevar tanta masa como el planeta Júpiter.
Jets similares, aunque a una más pequeña escala, pueden desarrollarse alrededor de los discos de acreción de estrellas de neutrones y agujeros negros. A menudo llaman microcuasares a estos sistemas. Un ejemplo famoso es SS433, cuyo jet se ha observado que tiene una velocidad de 0,26c, aunque otros microcuasares aparentan tener chorros a velocidades mayores. Incluso otros más débiles y más pequeños pueden ser asociados con muchos sistemas binarios; el mecanismo de acreción para estos jets puede ser similar a los procesos de reconexión magnéticos observados en la magnetósfera de la Tierra y el viento solar, que también son plasmas pero no resultan ser colimados ni viajan a velocidades tan altas.
La materia expulsada a través de los jets resulta ser colimada por el campo magnético de la fuente, produciendo que la trayectoria sea lineal en sectores cercanos a la fuente. El jet mismo lejos de la fuente queda determinado por la acción de su propio campo magnético (ecuaciones de magnetohidrodinámica) el cual para la mayoría de los casos se asume toroidal, aunque una buena aproximación se puede obtener con las ecuaciones electrodinámicas. 